# Edoardo Veneri
Edoardo Veneri (Verona, 18 ottobre 1917 – Venezia, 7 luglio 2005) è stato un calciatore italiano, di ruolo difensore.

## Caratteristiche tecniche
Giocava come terzino destro.

## Carriera

### Club
Crebbe nell'Audace San Michele, formazione della sua città natale: nel 1940 passò al Venezia, in Serie A. Rimase con la società nero-verde per due stagioni, non debuttando mai in campionato; avendo trovato poco spazio, decise di lasciare Venezia, trasferendosi al Verona. Nel campionato di Serie C 1942-1943 giocò 4 partite. Dopo la Seconda guerra mondiale, cui Veneri aveva preso parte combattendo su più fronti, tra cui il fronte orientale, tornò al Venezia, con cui disputò il Campionato Alta Italia, parte della Divisione Nazionale 1945-1946, assommando 12 presenze su 26. Nel 1946 passò poi al Verona, con cui giocò tre stagioni di Serie B, per un totale di 69 presenze in seconda divisione.

## Palmarès

### Club

#### Competizioni nazionali
- Coppa Italia: 1

Venezia: 1940-1941